# Золототысячник обыкновенный
Золототы́сячник обыкнове́нный (лат. Centáurium erythraéa) — травянистое растение; вид рода Золототысячник (Centaurium) семейства Горечавковые (Gentianaceae).
Распространён в умеренной зоне Европы, в том числе в европейской части России. Растёт на полях, влажных лугах, светлых лесных опушках и между кустарниками.

## Ботаническое описание

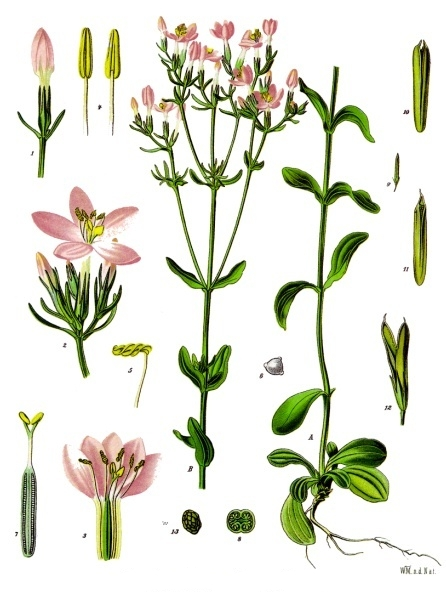

Одно- или двулетнее травянистое растение.
Корень стрежневой, светлый.
Стебель прямостоячий, четырёхгранный, 10—50 см высотой; сверху разветвлённый.
Прикорневые листья короткочерешковые, ланцетовидные, собраны в розетку, которая образуется в первый год жизни растения. Стеблевые листья сидячие, накрест супротивные, продолговато-яйцевидные или ланцетные, с продольными жилками.
Цветки ярко-розовые, собраны в щитковидное соцветие — тирс. Чашечка трубчатая, из пяти чашелистиков. Венчик с удлинённой цилиндрической трубкой и почти плоским отгибом. Цветёт с июня по сентябрь.
Плод — цилиндрическая коробочка длиной около 1 см. Семена мелкие, округлые, коричневого цвета. Созревают а августе — сентябре.

## Химический состав
Надземные части растения содержат алкалоиды, основной из которых генцианин; горькие гликозиды (амарогентин, гентиопикрин, генционикрин, эритроцентаурин, эритаурин); флавоноиды, кислоты (олеаноловую и аскорбиновую), стеролы, эфирное масло, смолы.

## Значение и применение
В качестве лекарственного сырья используют траву золототысячника (лат. Herba Centaurii). Сбор сырья проводят в начале цветения, срезая стебель вместе с прикорневой розеткой. Сушат в тени, раскладывая рыхлым слоем.
В медицине используют траву в виде настоя, в составе сборов и горькой настойки как возбуждающее аппетит и желчегонное средство. В виде отвара или настоя применяют при гастрите, при заболеваниях печени, жёлчного пузыря и почек.